# Бонанно, Джозеф
Джозеф Чарльз Бонанно-старший (англ. Joseph Charles Bonanno, Sr.; 18 января 1905, Кастелламмаре-дель-Гольфо, Сицилия, Италия — 11 мая 2002, Тусон, штат Аризона, США) — американский криминальный деятель итальянского происхождения, глава мафиозной семьи Бонанно, одной из так называемых Пяти семей. Дяди Джозефа, Джузеппе Бонанно и его старший брат и советник Стефано, возглавляли мафиозный клан в Кастелламмаре-дель-Гольфо.

## Биография
Родился в бедной сицилийской семье, которая, когда ему было три года, эмигрировала в США и жила в Вильямсбурге, Бруклин, но спустя 10 лет вернулась в Италию.
Вторично Бонанно попал в США в 1924 году, на кубинской рыбачьей лодке, оказавшись во Флориде. В скором времени он стал бутлегером и примкнул к банде Сальваторе Маранцано. Во время Кастелламарской войны также выступал на стороне Маранцано и хорошо себя проявил, завоевав доверие последнего, ввиду чего в 1931 году, в возрасте 26 лет, стал одним из самых влиятельных людей в сицилийской мафии: его «семья» получала доходы с проституции, букмекерства, ростовщичества и других незаконных видов деятельности. Гражданство США Бонанно получил только в 1945 году, к этому времени уже располагая состоянием в несколько миллионов долларов.
Он продолжал управлять «семьёй» до октября 1964 года, когда внезапно исчез и вновь объявился только спустя почти два года, в мае 1966 года, утверждая, что был похищен; достоверных сведений о том, где он находился это время, нет до сих пор. За время его отсутствия «семью» возглавили другие люди, которые не хотели возвращать ему власть, однако некоторые члены поддержали его в стремлении восстановить утраченные позиции; в итоге началась «война Бонанно» между двумя фракциями «семьи», закончившаяся в 1968 году тем, что Джозеф Бонанно признал свой отход от дел, взамен ему дали почётный титул «старшего судьи». В 1970-е годы он жил в Аризоне и занимался отмыванием своих денег через легальные предприятия в Калифорнии. В 1983 году вместе с сыном давал интервью телепередаче «60 минут». Он также занимался спекуляциями с недвижимостью, за которые в 75-летнем возрасте впервые оказался под следствием и был осуждён на пять лет, но ввиду преклонного возраста ему сократили срок до одного года. В 1985 году он вновь был осуждён за неуважение к суду отказом давать показания: его приговорили к штрафу в 450 долларов и тюремному заключению сроком в 14 месяцев, которое закончилось 1 ноября 1986 года. Умер от сердечной недостаточности в возрасте 97 лет.
Джозеф Бонанно известен также тем, что в 1971 году дал обширное интервью Гэю Талезу, материалы которого составили основу книги этого автора «Honor Thy Father»; но впоследствии постоянно подчёркивал, что не нарушил этим «кодекс молчания» Коза-ностры, поскольку рассказывал не о настоящих секретах мафии, а только о принятых в ней обычаях.